# Колос (стадіон, Костопіль)
Стадіон «Колос» — багатофункціональний спортивний комплекс у Костополі, що з 2008 року перебуває на балансі ДЮСШ «Колос». Основний футбольний майданчик розрахований на 2 500 глядачів, місця для яких обладнано дерев'яними лавами. Стадіон є домашньою ареною костопільського «Горизонту» та жіночого футбольного клубу «Погорина».

## Інформація

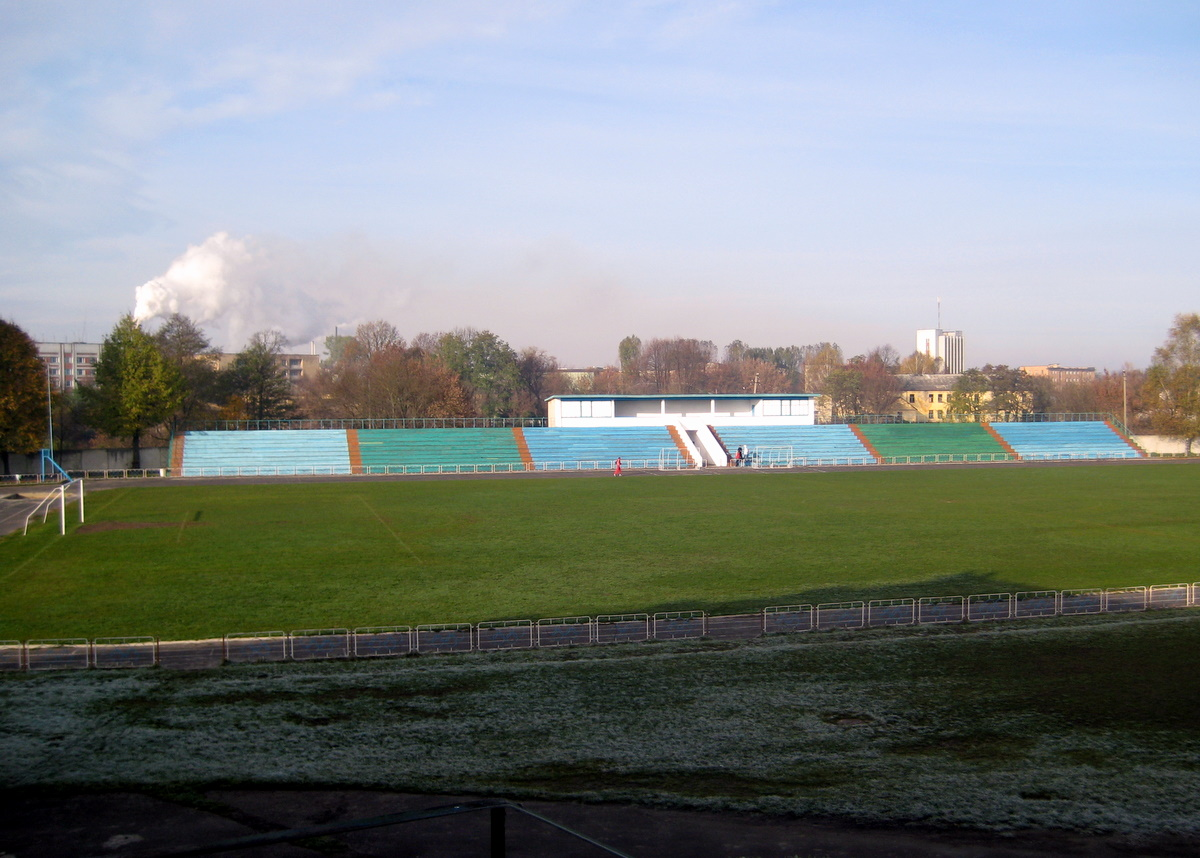
Стадіон у 2008 до реконструкції

Стадіон перебуває на балансі ДЮСШ «Колос» з 2008 року, до того був у комунальній власності міста. Має основне футбольне поле розміром 104×69 м, що обладнане глядацькими трибунами місткістю 2 500 глядачів, тренувальне футбольне поле розміром 90×60 м, гімнастичне містечко розміром 40×20 м, спортивний майданчик для гри в міні-футбол зі штучним покриттям, чотири бігові доріжки довжиною по 400 м, стрибкові сектори, сектори для метань.
Директором стадіону з 1980 року був Віктор Булик, що згодом очолив і однойменну ДЮСШ. У 2013 році Рівненською облдержадміністрацією було заплановано реконструкцію стадіону.
За стадіоном «Колос» встановлено пам'ятний знак на місці масового розстрілу єврейського населення під час Другої світової війни.
У 2016 році почалась реконструкція трибун
А у травні 2017 почався ремонт футбольного майданчика